# Junkovac (gmina Topola)
Junkovac (cyr. Јунковац) – wieś w Serbii, w okręgu szumadijskim, w gminie Topola. W 2011 roku liczyła 785 mieszkańców.